# Muhàmmad ibn Abbad ar-Rundí
Abu-Abd-Al·lah Muhàmmad ibn Abi-Ishaq Ibrahim an-Nafzí al-Himyarí ar-Rundí, més conegut com a Muhàmmad ibn Abbad ar-Rundí o, simplement, com a Ibn Abbad (Ronda, 1333 - Fes, 1390), fou un teòleg i mestre sufí de renom d'origen andalusí que va desenvolupar la seva activitat al Marroc. Va emigrar cap aquest país de jove, atret per la reputació de les seves madrasses, estudiant especialment a la universitat d'al-Qarawiyyín de Fes. Després es va dedicar a la vida ascètica i mística en solitud i més tard va esdevenir predicador. Va escriure comentaris a obres d'altres autors i epístoles d'orientació espiritual. Va tenir un gran paper en la restauració del ritu malikita al Marroc.

## Influència en el cristianisme
Les fonts per a aquestes influències han estat aportades per Miguel Asín Palacios en relació amb el poema Nit fosca de l'ànima (i desenvolupades per altres) que suggereix que Ibn Abbad ar-Rundí, i més generalment la tariqa xadhilita, van influir en Joan de la Creu, i dibuixa connexions detallades entre els seus ensenyaments.
Uns altres estudiosos, com José Nieto, sostenen que aquesta doctrina mística és bastant general, i que les similituds que existeixen entre els treballs de Sant Joan i Ibn Abbad i també Shadhilis, reflecteixen desenvolupament independent, no influència.